# Slobodan M. Kovačević
Slobodan M. Kovačević (Sarajevo, 12. prosinca 1947.) je crnogorski glazbenik i slikar.

## Životopis
Studirao je slikarstvo na Likovnoj akademiji u Sarajevu, a glazbu u Splitu. Svoje glazbeno stvarateljstvo je počeo u Sarajevu sa skupinom Lutalice (instrumentalna glazba "Taj dan doći mora", "Dr preporod" itd), zatim u Indexima i skupini Pro arte.
U skupini Pro arte stvarao je s Đorđem Novkovićem, Vladimirom Savčićem-Čobijem, Vladimirom Borovčaninom, Mladenom Drljačom i mnogim drugim glazbenicima koji su djelovali u toj skupini. 
Osnivač je i skupini More iz Splita, koja je djelovala od 1973. do 1986. godine u kojoj su zajedno s njim, pored ostalih djelovali: Meri Cetinić, Oliver Dragojević, Doris Dragović, Tedi Spalato, Jasmin Stavros, Remi Kazinoti, Joško Banov, Zvonimir Boldin, Zlatko Brodarić, Bojan Beladović, Mladen Baučić, Joško Gujinović, Mladen Magud, Joško Koludrović, Vjekoslav Benzon, Marija Kuzmić.
Svoje stvarateljstvo nastavio je u Crnoj Gori 1992. godine, kao samostalan autor i izvođač. 2000. je godine nakon 13 godina nastupio opet u Hrvatskoj.
Kao što je glazbeno stvarao, usporedno je likovno stvarao. To je rezultiralo prvom samostalnom izložbom 2008. god, pod nazivom "Put do sopstvene duše". 
Projekt na kome sada radi, pod nazivom ”Omnia vincit amor” najavio je kao projeka koji ima za cilj da putem glazbe i uz potporu eminentnih imena iz svijeta glazbe, povezati i graditi, zidati mostove prijateljstva, tolerancije, razumijevanja i ljubavi.[nedostaje izvor]